# کالیمت-نورولت (پنسیلوانیا)
کالیمت-نورولت (به انگلیسی: Calumet-Norvelt) یک حوزه سرشماری در ایالات متحده آمریکا است که در پنسیلوانیا قرار دارد. کالیمت-نورولت ۱٬۶۸۲ نفر جمعیت دارد.